# Reserva nacional Lago Palena

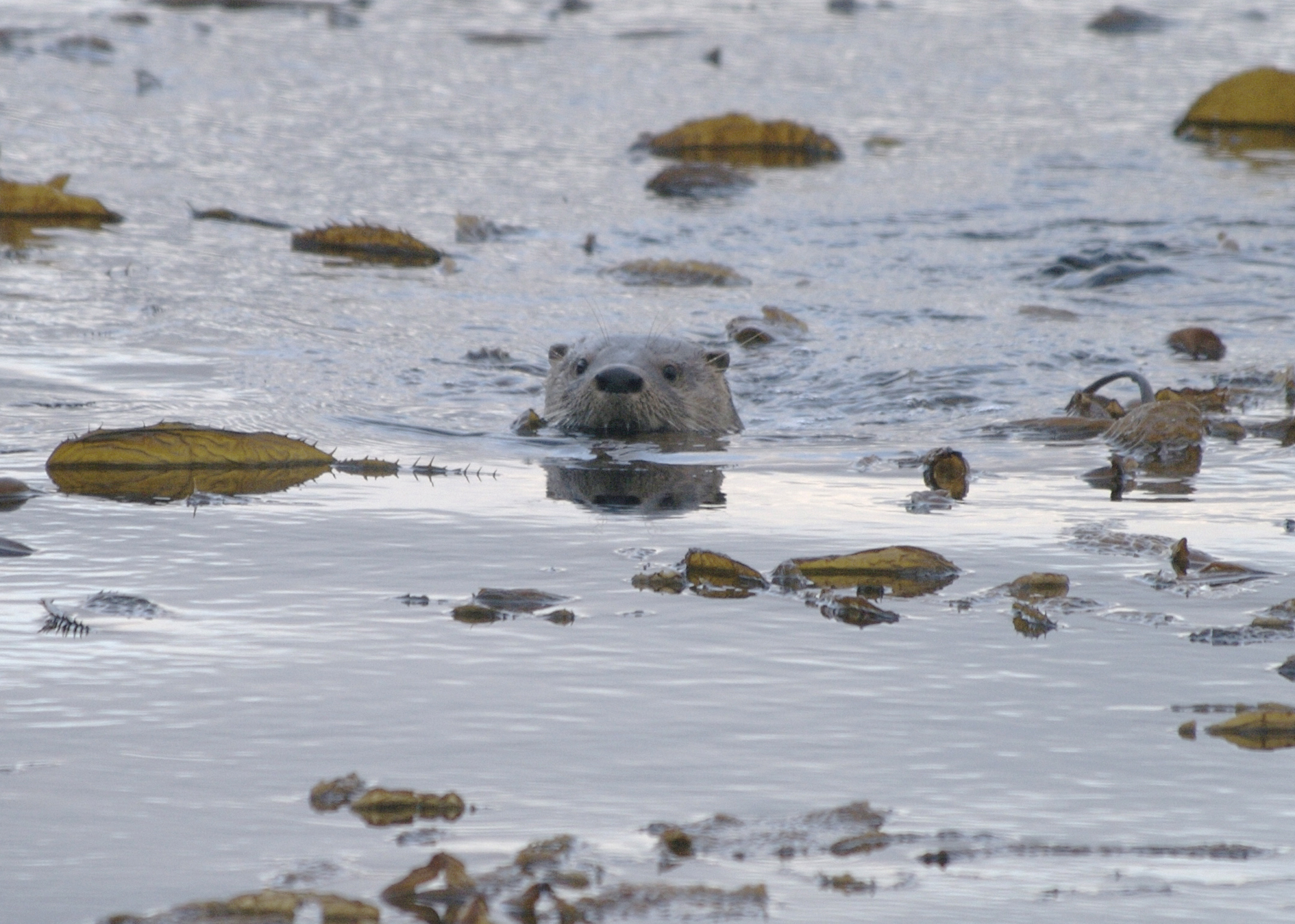
El huillín

La Reserva Nacional Lago Palena  es una reserva natural de Chile, ubicada al sureste de la Región de Los Lagos, a 24 km de la provincia y comuna de Palena. Su superficie total es de 41 380 hectáreas.
Cuenta con dos refugios, uno se encuentra ubicado en el área de Vista Hermosa, el cual es utilizado por el personal de la CONAF.

## Actividades
Las actividades que se pueden realizar son la pesca, cabalgatas, kayak y observación de flora y fauna.
Sus principales senderos de excursión son:
- Esperanza: 12,5 km, 6,5 horas;
- Zancudo: 12 km, 6 horas;
- Siberia: 13 km, 7 horas;
- Puntilla López-Portezuelo Videla: 6 km, 3 horas;
- Río Corto-Puntilla López: 9 km, 4,5 horas;
- Arroyo Colorado: 5,5 km, 2,5 horas;
- Las Piedras: 5 km, 2 horas;
- La Cascada: 4 km, 1,5 horas;
- Sendero al límite Fronterizo: 7 km, 3,5 horas.

## Acceso
Para ingresar a ella, se necesita autorización de la CONAF junto la compañía de un guía experto. Sólo se puede acceder en verano, debido a que durante el año es imposible acceder por las malas condiciones climáticas. CONAF mantiene un guardabosques durante los meses de diciembre a marzo.
Se debe recorrer un trayecto de dos días, sólo logrando acceder a ella a pie o a cabalgando, puesto que es imposible llegar a caballo.

## Fauna y flora
En la reserva es posible encontrar a los huillín, una nutria de agua dulce que habita entre Chile y Argentina. Está amenazado y listado como en riesgo de extinción. Además se puede encontrar el Chungungo, también conocida como "gato de mar", no tiene depredadores naturales, tiene como su única y mayor amenaza al hombre, que lo ha cazado por décadas en procura de su maravillosa piel.

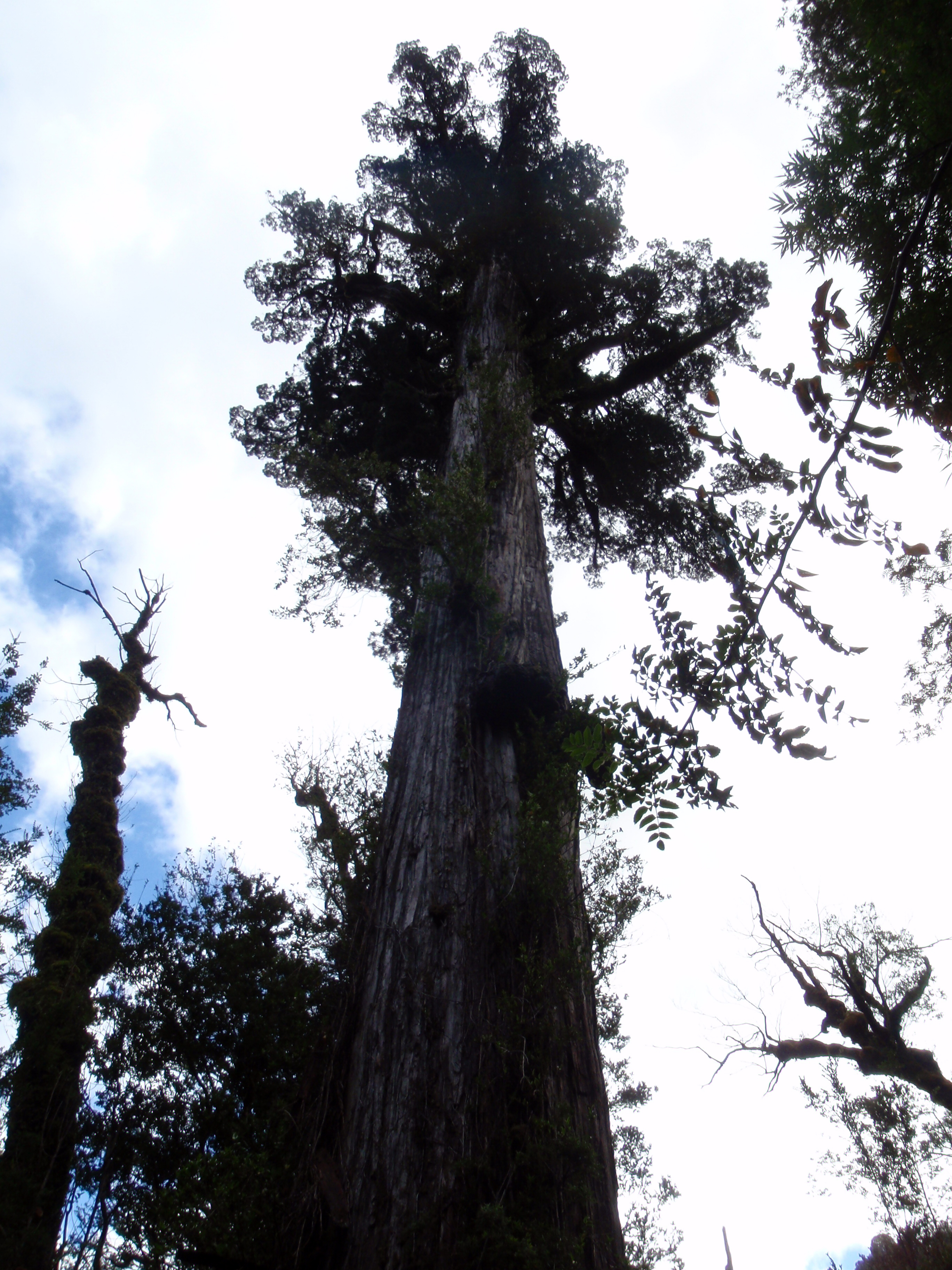
Alerce.

Otras de las especies que se pueden encontrar son los pudú, picaflor, puma y cóndor.
Entre su flora es posible apreciar los bosques de Alerces y bosque de Lenga.